# Shiyang He
Shiyang He är ett vattendrag i Kina. Det ligger i provinsen Gansu, i den nordvästra delen av landet, omkring 330 kilometer norr om provinshuvudstaden Lanzhou.
Genomsnittlig årsnederbörd är 181 millimeter. Den regnigaste månaden är juli, med i genomsnitt 49 mm nederbörd, och den torraste är november, med 1 mm nederbörd.